# 金正泰
金正泰（韓語：김정태，1972年12月13日—），韓國男演員。

## 演出作品

### 電視劇
- 2006年：MBC《流氓醫生》
- 2007年：MBC《H.I.T》飾演 沈宗金
- 2008年：SBS《不汗黨》飾演 韓錫太
- 2009年：SBS《吞噬太陽》飾演 智妍的哥哥
- 2010年：SBS《壞男人》飾演 張導演
- 2011年：SBS《Sign》飾演 鄭車永
- 2011年：MBC《Miss Ripley》飾演 平山武
- 2011年：MBC《絕不認輸》飾演 高啟燦
- 2012年：KBS《Dream High 2》飾演 李強哲
- 2013年：SBS《結婚的女神》飾演 姜泰鎮
- 2015年：SBS《深夜食堂》飾演 松畢
- 2015年：KBS《Drama Special－陌生童話》飾演 尚九
- 2015年：KBS《Oh My Venus》飾演 崔南哲
- 2017年：MBC《逆賊：偷百姓的盜賊》飾演 忠遠君
- 2017年：MBC《小偷傢伙，小偷大人》飾演 姜成日
- 2018年：MBC《時間》飾演 金泰松
- 2021年：Channel A《Show Window：女王之家》飾演 李俊尚
- 2022年：KBS2《魔咒的戀人》飾演 姜浩宰
- 2022年：IHQ《Sponsor》
- 2023年，MBN《完美的結婚公式》飾演 趙東秀

### 電影
- 1999年：《傲氣蓋天》饰演 教人
- 2000年：《身魂旅行》饰演 朴载元
- 2001年：《朋友》饰演 德鲁科
- 2002年：《停在空中的鳥》饰演 南日
- 2002年：《海盜舞王》饰演 右手
- 2002年：《密愛》饰演 东旭
- 2003年：《緣起不滅》饰演 村里的朋友
- 2003年：《笨小孩》饰演 镇默
- 2004年：《下流人生》饰演 军供商
- 2004年：《決戰擂台》饰演 部下1
- 2004年：《野蠻師姐》饰演 金英浩
- 2004年：《拳霸風雲》饰演 港口黑帮
- 2004年：《我的哥哥》饰演 踏脚裤（友情出演）
- 2005年：《刑事Duelist》饰演 加多奇（特别出演）
- 2005年：《強力三班》饰演 吴载七
- 2006年：《向日葵》饰演 金养基
- 2008年：《無防備城市》饰演 道范科长（友情出演）
- 2009年：《仁寺洞醜聞》饰演 张硕镇
- 2009年：《父山》饰演 金社长（友情出演）
- 2010年：《影島大橋》饰演 认养职员
- 2010年：《伴我走天涯2》饰演 斗弼
- 2010年：《難兄難弟》饰演 勇哲
- 2011年：《逮捕王》饰演 宋警官
- 2011年：《完美搭檔》饰演 正泰（特别出演）
- 2011年：《特別搜查本部》饰演 朴庆植
- 2012年：《完美廣播》饰演 仁锡（特别出演）
- 2012年：《偵探上錯床》飾演 徐警官
- 2012年：《我妻子的一切》饰演 朴广植组长（友情出演）
- 2012年：《大明星》饰演 泰旭
- 2012年：《鄰居》饰演 金钟国（友情出演）
- 2013年：《神汉流氓》饰演 泰柱
- 2013年：《7號房的禮物》饰演 姜满范
- 2013年：《男人使用說明書》饰演 禹圣哲
- 2013年：《王牌巨猩》饰演 竞争对手球团的团长
- 2013年：《強哲》饰演 尚坤
- 2013年：《夜之女王》饰演 妇产科医生（特别出演）
- 2014年：《少女怪談》饰演 宣日
- 2015年：《朝我的心臟開槍》饰演 金勇
- 2015年：《地狱奶奶》饰演 周铉
- 2015年：《環遊世界》
- 2015年：《長壽商會》饰演 金治洙
- 2015年：《抓住才能活》饰演 都正泽
- 2016年：《Cichlid》（씨클리드）
- 2022年：《空氣殺人》饰演 韩铉钟
- 待定：《牧师、和尚、巫师》
- 待定：《顾问》

### 綜藝節目
- 2016年8月21日—10月16日：MBC《真正的男人》

## 獲獎
- 2011年：MBC電視劇大賞－PD賞

## 外部連結
- 網站
- NAVER （页面存档备份，存于）
- 金正泰的X（前Twitter）